# Korni
Korni (in russo Корни?) è un gruppo musicale rock russo, fondato nel 2002.
La band è una delle più note band pop rock russe, insieme a Zveri e  Uma2rman.

## Storia del gruppo
Il gruppo è stato fondato sulla Star Factory, concorso musicale, ed è stato il vincitore di questo concorso. Dopo la vittoria, pubblicarono il loro primo album chiamato Na Veka. L'album ha rappresentato il pop rock con l'influenza di vari generi. Nella canzone Plakala Bereza l'influenza del rock alternativo, la canzone "Devochki, rokery i odin DJ" è una miscela di musica dance e glam rock. Incluso nella ristampa come bonus, il soft rock ballata "Vika" è diventato un grande successo e uno dei migliori successi della band. In questo album ci sono anche canzoni nello stile di synthpop. Composizione "Kuda glaza glyadyat" è una prova del vecchio easy listening hit. Nel video di questa canzone, il gruppo utilizza l'immagine di The Beatles e gruppi simili.
Il secondo album del gruppo intitolato Dnevniki diviso in quattro parti. La prima parte, un cantautore di cui il bassista Paul Artemev, una rock alternativo russo nello spirito del primo album della band Splin. La seconda parte appartiene l'autore del successo acclamato, Vika chitarrista Alexander Astashenkov. La seconda parte di sé stesso essere pensato di hard rock melodico. 
La terza parte musicista Alessandro Brednikov lo stile del moderno R'n'B. La quarta parte di Alexey Kabanov composto prevalentemente nel genere Drum and Bass.
Pochi anni dopo, Pavel Artemiev e Alexander Astashenok lasciano il gruppo e Dmitry Pakulichev arriva. Dal quartetto pop rock, la band si trasforma in un trio dance pop e non rilascia più canzoni veramente popolari.

## Formazione
- Aleksandr Berdnikov
- Aleksey Kabanov
- Dmitriy Pakulichev
- Pavel Artemyev
- Alexandr Astashenok

## Discografia
- Na veka
- Dnevniki